# عوارضی ویدئویی

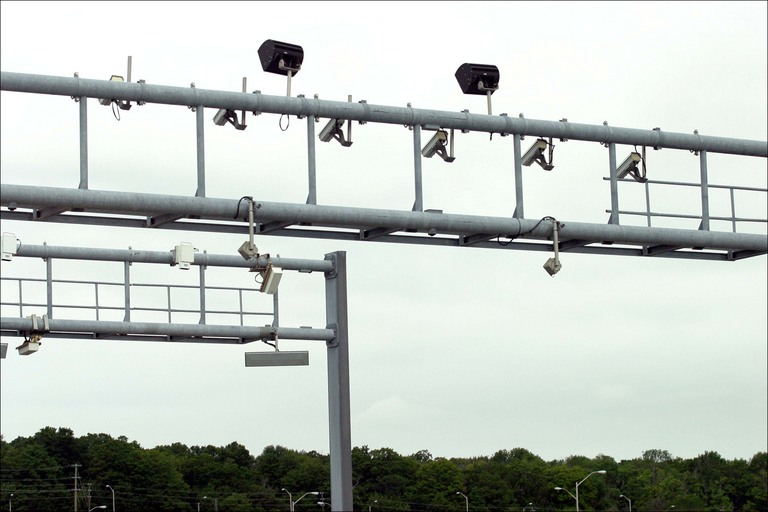
اخذ الکترونیکی عوارض با روش عوارضی ویدئویی در انتاریو کانادا

عوارض ویدئویی (به انگلیسی: Video Tolling) یک روش برای اخذ عوارض بزرگراه‌ها و جاده هاست به طوریکه خودرو در محل عوارضی توقف نکرده و مبلغ عوارضی به‌طور الکترونیکی با توجه به تصویر بدست آمده از دوربین‌ها از حساب وی کسر می‌شود. تشخیص پلاک خودروها یا به صورت اتوماتیک توسط تشخیص خودکار شماره پلاک خودرو انجام شده یا توسط نیروی انسانی خوانده می‌شود این سامانه با سامانه اخذ عوارض به کمک برچسب‌های سامانهٔ بازشناسی با امواج رادیویی RFID که با مشارکت بانک مسکن در ایران اجرا شده‌است متفاوت می‌باشد. این سامانه در بزرگراه ۴۰۷ کانادا در انتاریو، کانادا استفاده می‌شود.